# Eric Da Re
Eric Da Re (Los Ángeles, 3 de marzo de 1965) es un actor estadounidense que es principalmente conocido por interpretar al notorio criminal Leo Johnson en la serie de televisión de culto Twin Peaks y en su precuela, Twin Peaks: Fire Walk with Me.

## Biografía
Eric Da Re nació en Los Ángeles, California. Es hijo del fallecido actor Aldo Ray, y es descendiente de italiano. Su madre es Johanna Ray, una directora de casting galardonada (Blue Velvet, Mulholland Drive, Showgirls), quien realizó el casting para Twin Peaks.
El primer papel de Da Re fue en la película para televisión Into the Homeland en 1987, la cual fue dirigida por Lesli Linka Glatter, quien más tarde dirigiría a Da Re en la serie que le dio a conocer, Twin Peaks. Después de unos pocos papeles en películas para televisión, obtuvo un papel como Leo Johnson en la clásica serie de culto Twin Peaks, creada por David Lynch. Trabajó otra vez con Lynch como asistente de casting para Wild at Heart (1990), como Leo Johnson en la precuela de Twin Peaks, Twin Peaks: Fire Walk with Me (1992) y como comprador de propiedades para Lost Highway (1997).
En 1992 fue Bernie en Critters 4, la cuarta película de la serie Critters.
También tuvo papeles en la película de Paul Verhoeven, Starship Troopers (1997) y en Ted Bundy (2002).
A veces es acreditado como Eric Da Re, Eric DaRae o Eric Dare. 
Eric asistió al Horace Mann elementary y al Beverly Hills High School con su compañero actor Nicolas Cage. 

## Filmografía

### Cine
| Año  | Título                             | Papel                                       | Notas                |
| ---- | ---------------------------------- | ------------------------------------------- | -------------------- |
| 1987 | Into the Homeland                  | Hombre surfista #1                          | Película para TV     |
| 1989 | Silent Night, Deadly Night 3       | Chris (como Eric Da Re)                     | Directamente a vídeo |
| 1992 | Twin Peaks: Fire Walk with Me      | Leo Johnson                                 |                      |
| 1992 | Critters 4                         | Bernie                                      |                      |
| 1994 | Dead Connection                    | Anthony the Bouncer                         |                      |
| 1995 | The Takeover                       | Venoku                                      | Directamente a vídeo |
| 1995 | Number One Fan                     | Randall McSwain                             |                      |
| 1996 | The Disappearance of Kevin Johnson | Administrador de Edificio (como Eric da Re) |                      |
| 1997 | Playing God                        | Digiacomo                                   |                      |
| 1997 | Starship Troopers                  | Medic                                       |                      |
| 1997 | The Player                         | Película para TV                            |                      |
| 1998 | Poodle Springs                     | Guarda                                      | Película para TV     |
| 2000 | Lured Innocence                    | Camarero (como Eric DaRae)                  |                      |
| 2001 | Delivering Milo                    | Doctor                                      |                      |
| 2002 | Ted Bundy                          | Fiestero (como Eric Dare)                   |                      |

### Televisión
| Año       | Título       | Papel                     | Notas                          |
| --------- | ------------ | ------------------------- | ------------------------------ |
| 1990      | The Flash    | Tyrone                    | Episodio: "Pilot"              |
| 1990-1991 | Twin Peaks   | Leo Johnson               | 24 episodios (como Eric Da Re) |
| 1993      | SeaQuest DSV | Maxwell                   | Episodio: "To Be or Not to Be" |
| 2000      | NieA 7       | Nenji Yoshioka (sólo voz) | 13 episodios                   |